# Guntars Račs
Guntars Račs (25. marts 1965 i Liepāja i Lettiske SSR) er en lettisk musiker, sangskriver, musikproducer og én af Microphone Records' ejere. Račs har virket som trommeslager samt sangskriver for musikgrupperne Liepājas Trio, Neptūns, Jāņa Lūsēna Grupa, Salve, Varavīksne, Slēģi, Jauns Mēness og bet bet. Račs har gennem sin professionelle karriere arbejdet sammen med mange lettiske komponister, blandt andre: Raimonds Pauls, Jānis Lūsēns, Imants Kalniņš og Mārtiņš Brauns.